# François-Xavier Lemieux (réformiste)
Ne doit pas être confondu avec François-Xavier Lemieux (libéral).
François-Xavier Lemieux (né le 9 février 1811 à Lévis - mort le 16 mai 1864 à Lévis) est un avocat, homme politique et un administrateur québécois.

## Biographie
Après des études au séminaire de Québec, Lemieux fait son droit et est reçu au barreau de la ville le 1er avril 1839. Il exerce sa profession à Québec.
Le 12 juillet 1847, il est élu député du district électoral de Dorchester à l'Assemblée législative de la province du Canada. Il siégera jusqu'en 1854. Jusqu’à la dissolution du gouvernement de Henry Sherwood et de Denis-Benjamin Papineau, le 7 décembre 1847, Lemieux siège dans la plus forte opposition depuis l’Union.  Il sera l'un des artisans de la construction d'un parti libéral capable de s'affirmer comme alternative crédible de gouvernement.
Arrivé au pouvoir avec Louis-Hippolyte La Fontaine et Robert Baldwin, Lemieux lutte pour l'abolition du régime seigneurial de la Nouvelle-France.  Un premier projet est rejeté en 1852, mais aboutit en 1854. Lorsqu'en 1854, on détache du district de Dorchester, le nouveau district électoral de Lévis, Lemieux y est élu par acclamation. Il y siégera jusqu'en 1861.
Il est membre du Conseil exécutif et ministre des travaux publics dans le ministère MacNab-Taché de 1855 à 1856, et encore ministre des Travaux publics dans le ministère Taché-Macdonald de 1856 à 1857. 
Il est receveur général dans le ministère Brown-Dorion en 1858. Défait dans le comté de Lévis par le docteur J.-G. Blanchet aux élections de 1861, il est élu, par acclamation, membre du Conseil législatif pour la division de la Durantaye, le 15 septembre 1862. 
Il a été conseiller du roi, lieutenant-colonel de milice, directeur de la compagnie du Grand Tronc et bâtonnier du barreau de Québec de 1863 à 1864. 
Il meurt le 16 mai 1864.
Son neveu du même nom, François-Xavier Lemieux, sera aussi député de Lévis, de 1883 à 1892.